# World Team Cup 2007
De ARAG World Team Cup 2007  werd gehouden van 20 tot en met 26 mei 2007 in het Duitse Düsseldorf. Het was de 30e editie van het tennistoernooi tussen landen. Dit toernooi bestaat uit twee singlepartijen en één dubbelpartij.
Het Argentijnse team won voor de derde keer de World Team Cup.

## Groepsfase

### Rode Groep

#### Eindstand
| Pos. | Land             | W | V | Wedstr. | Sets  |
| ---- | ---------------- | - | - | ------- | ----- |
| 1.   | Argentinië       | 2 | 1 | 6-3     | 13-8  |
| 2.   | Chili            | 2 | 1 | 4-5     | 9-12  |
| 3.   | Zweden           | 1 | 2 | 4-5     | 12-11 |
| 4.   | Verenigde Staten | 1 | 2 | 4-5     | 9-12  |

#### Wedstrijden
| Argentinië                         | - | Zweden                             | 2 - 1              |
| ---------------------------------- | - | ---------------------------------- | ------------------ |
| Juan Ignacio Chela                 | - | Robin Söderling                    | 1-6, 4-6           |
| José Acasuso                       | - | Jonas Björkman                     | 6-7(4),7-6(7), 6-3 |
| Agustín Calleri Juan Ignacio Chela | - | Jonas Björkman Thomas Johansson    | 6-4, 4-6, [10-6]   |
| Verenigde Staten                   | - | Chili                              | 1 - 2              |
| James Blake                        | - | Fernando González                  | 4-6, 5-7           |
| Mardy Fish                         | - | Nicolás Massú                      | 4-6, 6-7(1)        |
| Mike Bryan Bob Bryan               | - | Jorge Aguilar Julio Peralta        | 6-1, 6-2           |
| Verenigde Staten                   | - | Argentinië                         | 2 - 1              |
| James Blake                        | - | Agustín Calleri                    | 2-6, 6-3, 6-4      |
| Mardy Fish                         | - | José Acasuso                       | 5-7, 4-6           |
| Mike Bryan Bob Bryan               | - | Agustín Calleri Juan Ignacio Chela | 6-2, 6-1           |
| Chili                              | - | Zweden                             | 0 - 3              |
| Fernando González                  | - | Robin Söderling                    | 4-6, 7-5, 6-4      |
| Nicolás Massú                      | - | Jonas Björkman                     | 7-5, 6-7(6), 6-0   |
| Fernando González Nicolás Massú    | - | Jonas Björkman Thomas Johansson    | 7-5, 3-6, [7-10]   |
| Zweden                             | - | Verenigde Staten                   | 1 - 2              |
| James Blake                        | - | Robin Söderling                    | 3-6, 3-6           |
| Mike Bryan                         | - | Thomas Johansson                   | 3-6, 3-6           |
| Mike Bryan Bob Bryan               | - | Thomas Johansson Robin Söderling   | 6-2, 6-1           |
| Argentinië                         | - | Chili                              | 3 - 0              |
| Juan Ignacio Chela                 | - | Fernando González                  | 6-3, 7-5           |
| José Acasuso                       | - | Nicolás Massú                      | 6-3, 6-4           |
| Agustín Calleri Sebastián Prieto   | - | Jorge Aguilar Julio Peralta        | 6-4, 7-5           |

### Blauwe Groep

#### Eindstand
| Pos. | Land      | W | V | Wedstr. | Sets |
| ---- | --------- | - | - | ------- | ---- |
| 1.   | Tsjechië  | 3 | 0 | 7-2     | 15-5 |
| 2.   | Spanje    | 2 | 1 | 6-3     | 13–7 |
| 3.   | Duitsland | 1 | 2 | 4-5     | 8-11 |
| 4.   | België    | 0 | 3 | 1–8     | 4–17 |

#### Wedstrijden
| Duitsland                          | - | België                                | 3 - 0            |
| ---------------------------------- | - | ------------------------------------- | ---------------- |
| Philipp Kohlschreiber              | - | Olivier Rochus                        | 6-3, 1-6, 6-1    |
| Florian Mayer                      | - | Kristof Vliegen                       | 6-3, 6-4         |
| Michael Kohlmann Alexander Waske   | - | Olivier Rochus Steve Darcis           | 7-6(5), 7-5      |
| Tsjechië                           | - | Spanje                                | 2 - 1            |
| Tomáš Berdych                      | - | David Ferrer                          | 1-6, 3-6         |
| Jan Hájek                          | - | Bartolomé Salvá-Vidal                 | 6-2, 6-4         |
| Tomáš Berdych Martin Damm          | - | Potito Starace Bartolomé Salvá-Vidal  | 5-7, 6-3, [10-8] |
| Duitsland                          | - | Spanje                                | 1 - 2            |
| Philipp Kohlschreiber              | - | David Ferrer                          | 3-6, 5-7         |
| Florian Mayer                      | - | Nicolás Almagro                       | 4-6, 4-6         |
| Michael Kohlmann Alexander Waske   | - | Nicolás Almagro Bartolomé Salvá-Vidal | 7-6(3), 6-3      |
| Tsjechië                           | - | België                                | 2 - 1            |
| Tomáš Berdych                      | - | Olivier Rochus                        | 6-3, 6-0         |
| Jan Hájek                          | - | Kristof Vliegen                       | 7-6(7), 6-4      |
| Tomáš Berdych Martin Damm          | - | Steve Darcis Olivier Rochus           | 4-6, 6-3, [7-10] |
| Tsjechië                           | - | Duitsland                             | 3 - 0            |
| Tomáš Berdych                      | - | Philipp Kohlschreiber                 | 6-3, 6-2         |
| Jan Hájek                          | - | Florian Mayer                         | 7-6(5), 6-2      |
| Tomáš Berdych Martin Damm          | - | Benjamin Becker Michael Kohlmann      | 6-4, 6-4         |
| Spanje                             | - | België                                | 3 - 0            |
| David Ferrer                       | - | Olivier Rochus                        | 6-3, 6-4         |
| Nicolás Almagro                    | - | Kristof Vliegen                       | 6-2, 6-1         |
| David Ferrer Bartolomé Salvá-Vidal | - | Steve Darcis Olivier Rochus           | 6-3, 3-6, [10-8] |

## Finale
| Argentinië                   | - | Tsjechië                  | 2 - 1            |
| ---------------------------- | - | ------------------------- | ---------------- |
| Juan Ignacio Chela           | - | Tomáš Berdych             | 6-3, 3-6, 6-7(5) |
| Agustín Calleri              | - | Jan Hájek                 | 6-3, 6-1         |
| José Acasuso Agustín Calleri | - | Tomáš Berdych Martin Damm | 2-6, 6-4, [10-4] |